# Osvaldo Gomes da Costa
Osvaldo Gomes da Costa (Imperio del Brasil, 12 de septiembre de 1878 - Río de Janeiro, 31 de agosto de 1943) fue un militar y político brasileño. Ocupó brevemente el cargo de Alcalde de São Paulo en 1933.
Se incorporó al ejército en 1895. En 1904 fue promovido al grado de alférez al ingresar a la escuela militar. Concluyó sus estudios de ingeniería y fue ascendido a teniente segundo en 1907, siendo luego promovido a primer teniente (1909), capitán (1919) y mayor (1923). Como ingeniero militar participó en la construcción del Fuerte de Copacabana, inaugurado en 1914. Luego de realizar el curso de perfeccionamiento, fue ascendido a teniente coronel en 1931. En 1937 recibió el grado de coronel de ingeniería.
Desde marzo de 1933, integró el Consejo Consultivo del Estado de São Paulo durante el gobierno del inverventor federal Valdomiro Castilho de Lima. Fue nombrado por el mismo Castilho de Lima como alcalde de São Paulo durante un breve periodo desde el 23 de mayo  hasta el 30 de julio de 1933.
En un periodo de gran tensión política , Osvaldo Costa renunció al cargo dejando a Carlos dos Santos Gomes como alcalde. En 1934 dirigió el Centro de Preparación de Oficiales de la Reserva (CPOR) de la 6ta Región Militar. El 5 de enero de 1937, fue convocado por el Ministerio de Guerra para viajar a Cuiabá a fin de mantener el orden en el estado de Mato Grosso.
Era hermano del desembargador Edgard Costa,  vicepresidente (1956 a 1957) y ministrio del Supremo Tribunal Federal. Estuvo casado con Ema Sicard Costa con quien tuvo un hijo, Paulino Sicard Gomes da Costa.